# Vieux cimetière de Kötzschenbroda
Le vieux cimetière de Kötzschenbroda, également appelé Gottesacker ou cimetière des diaconesses est un cimetière de l'arrondissement de Meissen en Saxe.

## Situation
Le cimetière a été aménagé près de Fürstenhain (de) à l'origine comme cimetière de pestiférés, puis comme extension du cimetière de l'église. L'ancien cimetière situé dans la rue Am Gottesacker, avec ses tombes de diaconesses, est aujourd'hui classé monument historique en tant qu'ensemble matériel ainsi qu'en tant qu'œuvre d'aménagement paysager et de jardinage. De plus, le hall de présentation (sans l'annexe sud), la clôture ainsi que quelques tombes sont définis comme monuments individuels. Le côté donnant sur la rue Kötzschenbroda (de) n'a pas d'entrée. 

## Tombes
Les quelques tombes historiques se trouvant dans le cimetière sont laissées à l'abandon et sont à peine identifiables, tandis que celle d'August Josef Ludwig von Wackerbarth (de) a été remise en état par un tailleur de pierre et réinstallée le 19 mai 2010 à l'occasion du 160e anniversaire de sa mort par l'association Verein für denkmalpflege und neues bauen radebeul.
- Johann Peter Hundeiker (de) (1751-1836), pédagogue et conseiller scolaire du duc de Brunswick.
- August Josef Ludwig von Wackerbarth (de) (1770-1850), historien, historien de l'art et collectionneur d'art, propriétaire du château de Wackerbarth[5].

En outre, juste à gauche de l'entrée se trouve un mémorial pour les victimes de la Seconde Guerre mondiale, accompagné sur la droite de quelques tombes de soldats.

## Galerie

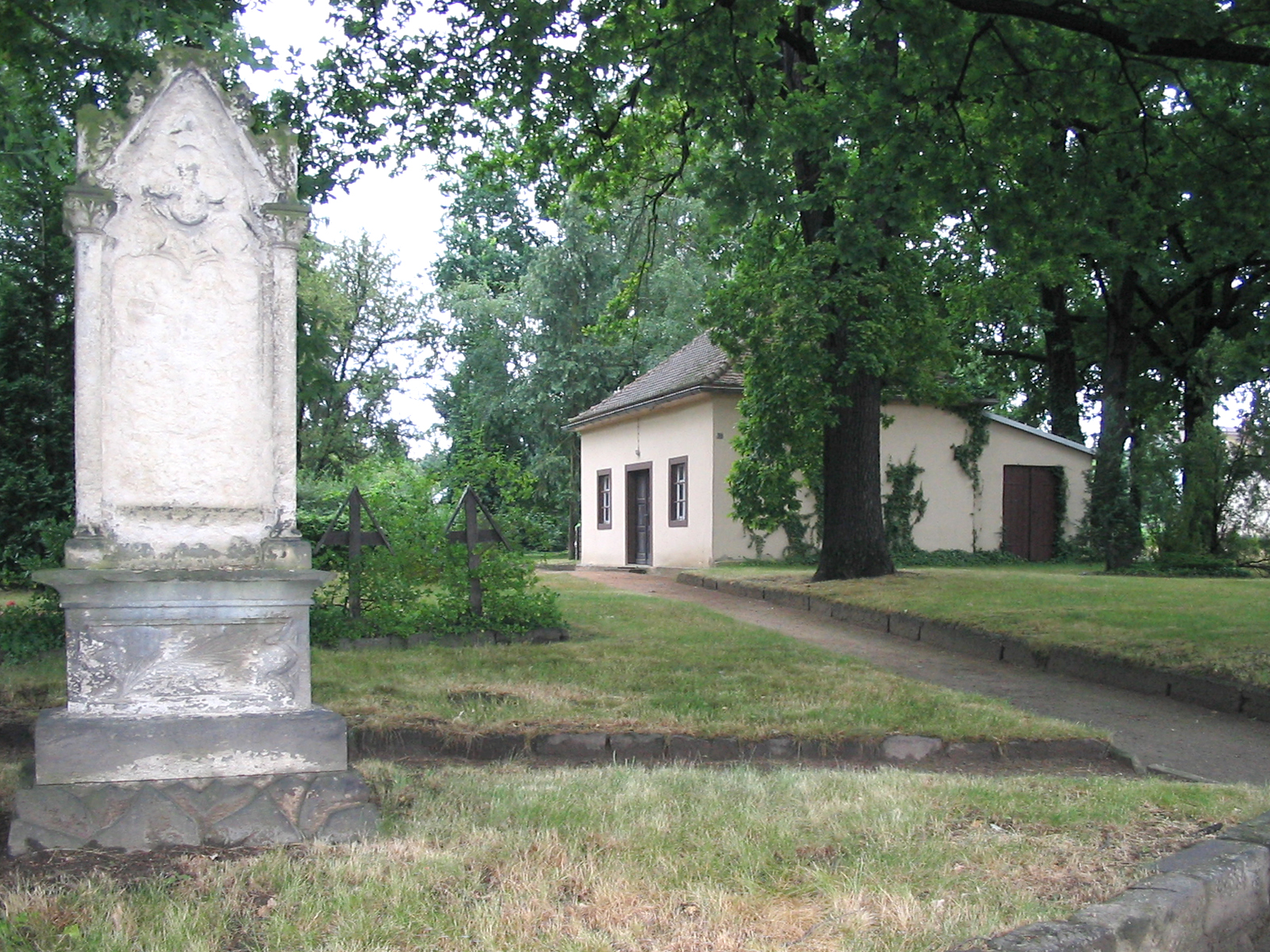
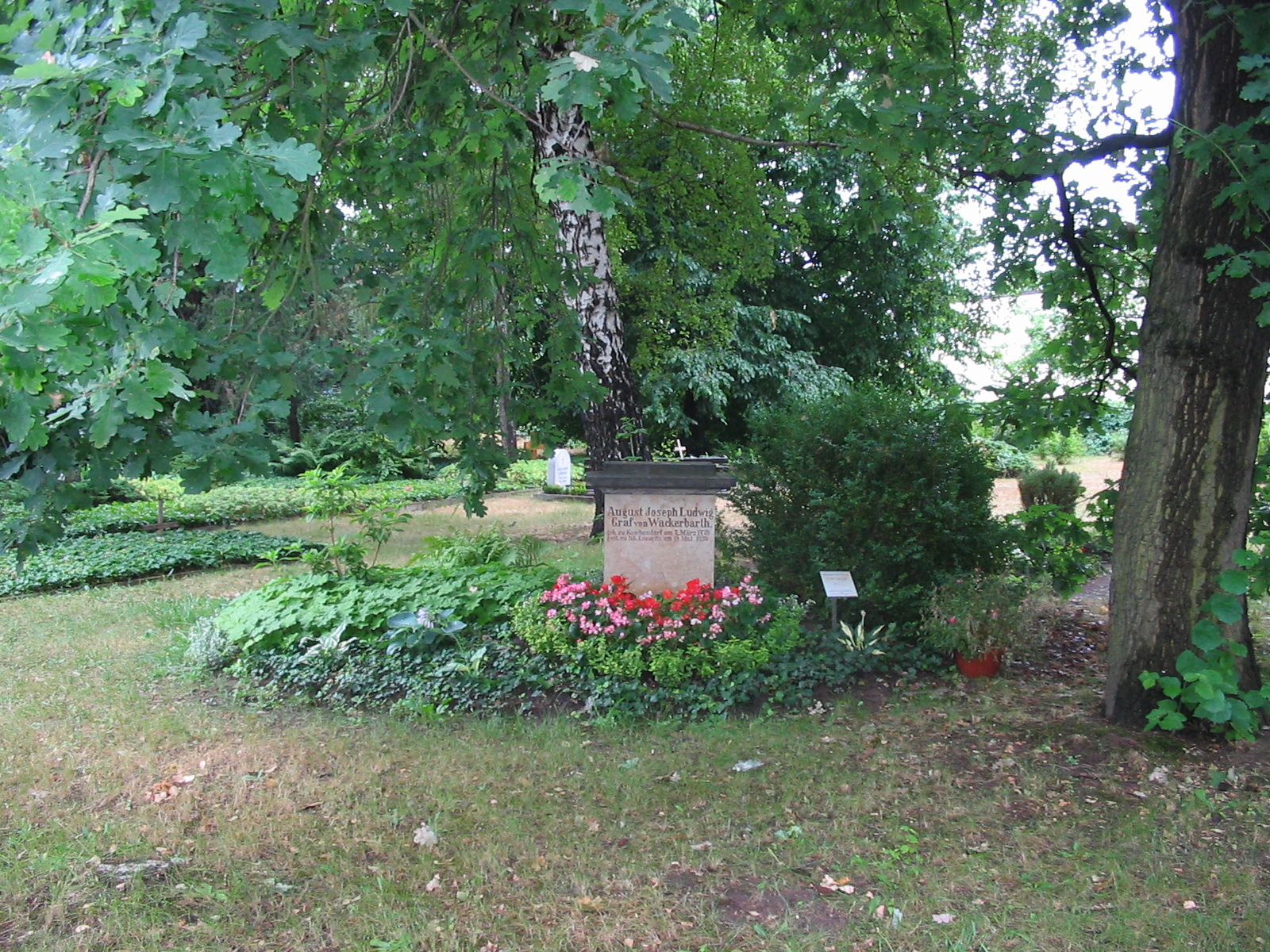
Tombe de August Josef Ludwig von Wackerbarth (de)
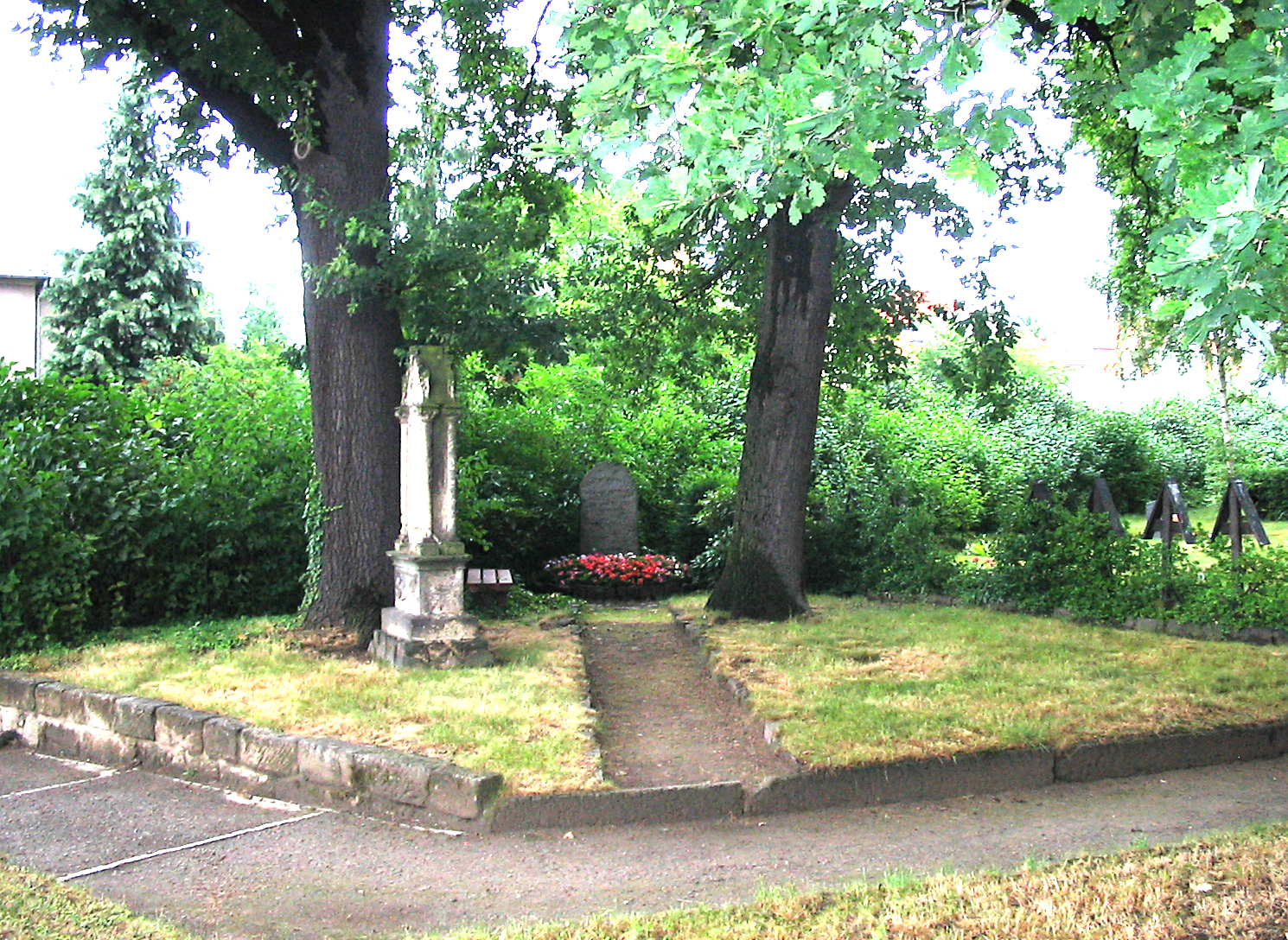
Mémorial de la Seconde Guerre mondiale